# Спроба державного перевороту в ДР Конго (2024)
19 травня 2024 року в Демократичній Республіці Конго (ДРК) відбулася спроба державного перевороту. Нападники напали на президента Фелікса Чисекеді та його міністра економіки Віталія Камерхе, атакувавши Палац нації та резиденцію Камерхе. Вони були добре озброєні і влаштували запеклий бій біля будинку Камерхе, принаймні один снаряд під час бою розірвався в сусідній столиці Республіки Конго, Браззавілі, спричинивши поранення кількох людей.
Спроба перевороту була швидко припинена силами безпеки. Організатор перевороту Крістіан Маланга, уродженець Конго, який став натуралізованим американцем, заснував зареєстровану в США партію "Об'єднана конголезька партія" в 2010 році і називав себе "президентом" і главою уряду Нового Заїру у вигнанні, який був проголошений в Бельгії в 2017 році. Він був убитий під час замаху.

## Події
У столиці країни, Кіншасі, рано вранці 19 травня, приблизно о 04:30, повідомлялося про сутички. Повідомлялося про сутички між чоловіками в камуфляжній формі з автоматами та силами безпеки біля Палацу народу, куди нападникам вдалося проникнути. Двадцять інших напали на резиденцію Віталія Камерхе на бульварі Тшатші в районі Гомбе, але були зупинені його охоронцями. Також повідомлялося про стрілянину біля Палацу нації, біля входу до якого було видно гільзи, плями крові та розбите скло.
У зв'язку зі спробою перевороту було заарештовано щонайменше 50 осіб, у тому числі троє громадян США. Повідомляється, що деякі з них мали при собі канадські паспорти.
Нападники демонстрували прапори Заїру, як ця країна була відома за часів диктатури Мобуту. Деякі з нападників також носили нашивки з прапором США. Вони заявляли, що хочуть бачити зміну режиму. На фотографіях, поширених у соціальних мережах, видно, що чоловіки у військовій формі, озброєні автоматами АК-47, скандують англійською мовою "Чісекеді геть". Маланга з'явився на відео, яке транслювалося в прямому ефірі на його сторінці у Facebook, на якому він стоїть біля входу до Палацу нації в оточенні чоловіків у камуфляжі з заїрським прапором. Маланга закричав: "Феліксе, ти вийшов.
Ми йдемо за тобою".
Згодом у Кіншасі було розгорнуто конголезьку армію разом із бронетехнікою. Біля Палацу народу та в інших частинах столиці були встановлені блокпости.